# Aphis pediculariphaga
Aphis pediculariphaga är en insektsart som beskrevs av Pashtshenko 1994. Aphis pediculariphaga ingår i släktet Aphis och familjen långrörsbladlöss. Inga underarter finns listade i Catalogue of Life.